# Discosauriscidae
I discosauriscidi (Discosauriscidae) sono una famiglia di tetrapodi estinti, appartenenti ai seymouriamorfi. Vissero nel Permiano inferiore (circa 290 - 275 milioni di anni fa) e i loro resti sono stati ritrovati in Europa e in Asia.

## Descrizione
Simili a grosse salamandre, questi animali erano caratterizzati da uno stadio larvale acquatico e con esemplari dotati di branchie. Gli esemplari adulti dovevano essere più terrestri. I discosauriscidi possono essere definiti come tetrapodi basali dotati di una corta regione preorbitale del cranio, orbite arrotondate od ovali posizionate principalmente nella metà anteriore del cranio, un'incisura otica ampia e profonda e scaglie ventrali ovali o rotonde (Klembara, 2005).

## Classificazione
La famiglia Discosauriscidae venne istituita nel 1947 da Alfred Sherwood Romer per accogliere alcune forme di anfibi paleozoici dalle caratteristiche simili a quelle dei rettili, tra cui Discosauriscus e Letoverpeton (ora considerato un sinonimo di Discosauriscus). Attualmente i discosauriscidi sono considerati appartenere ai seymouriamorfi, un enigmatico gruppo di tetrapodi del Permiano, dotati di vertebre caratteristiche e spesso posti vicino all'origine dei rettili. Sono considerati il taxon più vicino al genere Seymouria (il seymouriamorfo più derivato). Alla famiglia sono ascritti i generi Discosauriscus, Ariekanerpeton, Makowskia e Spinarerpeton. Questo gruppo è stato a lungo considerato membro dei rettiliomorfi, ma alcune analisi recenti li hanno ritenuti dei tetrapodi basali (Vallin e Laurin, 2004; Marjianovic e Laurin, 2009).